# Tadeusz Lasocki
Tadeusz Lasocki (* 28. November 1950 in Nowy Skarżyn) ist ein ehemaliger polnischer Politiker (PFChD). Von 1991 bis 1993 gehörte er dem Sejm in dessen I. Wahlperiode an.

## Leben und Beruf
Nachdem Lasocki 1977 sein Studium an der Akademia Rolnicza w Lublinie abgeschlossen hatte, absolvierte er ein Aufbaustudium an der Warschauer Naturwissenschaftlichen Universität. Später gründete er ein eigenes Unternehmen.
Lasocki ist verheiratet und hat drei Söhne. Er lebt in Wysokie Mazowieckie.

## Politik
Lasocki gehörte von 1975 bis 1981 der regierenden PZPR an. In den 1980er Jahren engagierte er sich in der unabhängigen Gewerkschaft Solidarność und beteiligte sich an der Gründung von deren Strukturen in Wysokie Mazowieckie. Nach der politischen Wende war er 1990/91 stellvertretender Woiwode in der Woiwodschaft Łomża.
Bei der ersten vollständig freien Parlamentswahl 1991 wurde er als einziger Vertreter des Polskie Forum Chrześcijańsko-Demokratyczne (PFChD) auf der Liste des Wahlbündnisses Chrześcijańskiej Demokracji in den Sejm gewählt. Das PFChD benannte sich 1993 in Stronnictwo Demokracji Polskiej um und beteiligte sich an Jan Olszewskis „Koalicja dla Rzeczypospolitej“, die aber bei der Parlamentswahl 1993 mit 2,7 % der Stimmen an der neu eingeführten Sperrklausel scheiterte. Er selbst kandidierte erfolglos als unabhängiger Kandidat für den Senat der Republik Polen. Anschließend zog er sich aus der Politik zurück.